# Арутюньян, Рафаэль Суренович
Рафаэль Арутюньян (24 июля 1937, Баку — 25 октября 2021, Таллин) — советский и эстонский скульптор армянского происхождения. Занимался также живописью и рисунком. Член Союза художников ЭССР, член Союза художников Эстонии.

## Биография

### Родословная, детство
Рафаэль Арутюньян родился 24 июля 1937 года в Баку в семье Сурена и Гохар Арутюновых (в те годы армянские фамилии нередко переиначивались на русский лад).
Прадед Рафаэля по материнской линии Григор Мелик-Шахназарян так много сделал для своей страны, что был возведен в ранг дворянина и получил от царя титул князя и приставку к фамилии «Мелик». Он жил в Нагорном Карабахе. Его любили и уважали за то, что он нажил своё состояние честным путем, а также за радушие, гостеприимство и помощь бедным. У Григора было прекрасное поместье — дом с пятнадцатью комнатами, большой подвал с карасами многолетних вин, фруктовый сад, в котором, согласно семейным преданиям, росла тысяча деревьев.
Прадед Рафаэля по отцовской линии Галуст Арутюнянц был полной противоположностью Григора. Он родился и вырос в Армении, в области Зангезур в простой крестьянской семье, и получил престижную по тем временам профессию холодного (то есть работающего на улице упрощённым способом) сапожника. Но Галуст не был создан для размеренной и однообразной жизни. Душа бунтаря и жажда приключений привели его в Баку. Но и здесь он не преуспел, так как был ленив и любил поспать, однако прославился своей смелостью и бесстрашием.
Дед по отцовской линии Кристофор Арутюнов был богатым купцом и держал магазин, торговавший женским бельём иностранного пошива. Дедушку по материнской линии Овагима Рафаэль никогда не видел. В тот год, когда он родился, шестидесятилетнего старика с ярлыком «враг народа» выслали в Сибирь и заставили работать на лесоповале, где он вскоре и умер. Овагим никакого уважения к коммунистам и Сталину не испытывал и был несдержан на язык. «Врагом народа» он стал из-за того, что однажды, сидя на веранде с приятелями, заявил, что при Царь|царе масло было дешевле. Один из приятелей донёс, а другой на допросе подтвердил. И для сурового приговора этого было достаточно.
Отец Рафаэля был военным, служил в Средней Азии, побывал в плену у басмачей и заглянул в глаза смерти.
До 1958 года Рафаэль Арутюньян проживал в Баку.
Юный Рафаэль рос забиякой и задирой, целыми днями игравшим на улице и в окрестных дворах, иногда — с малолетними преступниками, иногда — с прилежными еврейскими мальчиками. У мальчишки, обладавшего отличным музыкальным слухом, были планы стать настройщиком музыкальных инструментов.

### Учёба
Свои первые уроки творчества пятнадцатилетний Рафаэль получил в бакинском Центральном дворце пионеров, в скульптурном кружке Анны Ивановны Казарцевой. Из её же рук получили путёвку в жизнь многие начинающие дарования, например, известный российский скульптор, доктор искусствоведения, член Президиума Российской академии художеств Александр Бурганов.
К окончанию школы Рафаэль утвердился в мысли, что будет скульптором. Однако поступить в высшее художественное учебное заведение оказалось непросто. Рафаэль трижды подавал заявление в московские и ленинградские вузы и трижды не проходил по конкурсу. В 1958 году Рафаэль поступил на факультет скульптуры Государственного художественного института Эстонской ССР в Таллине (ныне — Эстонская академия художеств).
«Годы учебы в Художественном институте были очень плодотворными, — вспоминал Арутюньян. — Времени зря мы не теряли. Работали в мастерских допоздна. Среди студентов в группе я особо не выделялся, может, только по части композиции. Атмосфера была тёплой, дружеской, хотя дух соревнования, безусловно, присутствовал, да его и не могло не быть».
Преподавательский состав института в то время был очень сильным, там работали такие известные деятели эстонской культуры, как Яан Варес, Олав Мянни, Мартин Сакс, Энн Роос, Борис Бернштейн. Через пять лет ученичества студенты подошли к тому рубежу, когда нужно было продемонстрировать полученные знания и умения — к созданию дипломной работы.
Поскольку в истории Художественного института Арутюньян был первым армянским студентом, как-то ожидалось и подразумевалось, что для дипломной работы он выберет близкую ему по национальности тему, например, трагедию армянского народа в период турецкого геноцида. Но он сделал по-своему. Его четырёхфигурная композиция высотой два метра двадцать сантиметров на тему «Евреи Одесского гетто» называлась «Обречённые» и вызвала в экзаменационной комиссии настоящий переполох, поскольку в те времена было небезопасно произносить даже само слово «еврей», и — тем более — «еврейское гетто».
Сам Арутюньян объяснил выбор темы так: «Холокост был и по сей день остается незатянувшейся раной, когда расстрелами и газовыми камерами фашисты уничтожили более шести миллионов человек. Это до сих пор не укладывается в моей голове. Плюс ко всему, сама тема была не затасканной — мало кто из художников, во всяком случае, у нас в стране, отваживался взяться за неё. А это — немаловажный фактор для творческого вдохновения».
Борис Моисеевич Бернштейн, с которым Рафаэль Арутюньян советовался, когда идея только начала получать осязаемую форму, во вступительном слове к изданию «Рафаэль Арутюньян» так оценил значение дипломной работы для всего творчества художника:

«В этом раннем выборе мне видятся такие черты характера, которые определили в дальнейшем многое в Вашем жизненном и творческом поведении. Надо ли напоминать, что дело идёт о временах, когда упоминания о систематическом истреблении евреев вызывали партийно-правительственное раздражение. Был ли Ваш проект актом бунта, который позднее получил название диссидентства? Не знаю. Думаю, что это было нечто иное и, может быть, большее: манифестация внутренней свободы».

Неизвестно, чем закончилось бы заседание экзаменационной комиссии, учись Арутюньян в Ленинграде или Москве. Но Эстония в те времена была, пожалуй, самой либеральной и свободомыслящей союзной республикой, где сильнее других ощущалось влияние западного искусства, и диплом Арутюньяна получил самую высокую оценку.
По правилам гарантированного в то время трудоустройства, каждый окончивший художественный вуз после защиты диплома должен был отработать один год в каком-нибудь учреждении культурного профиля, а затем в назначенный день явиться в институт и в торжественной обстановке получить свидетельство об окончании вуза. Свой год Рафаэль Арутюньян отрабатывал в Баку руководителем скульптурного кружка того самого Центрального дворца пионеров, а в свободное время два раза в неделю преподавал в одной из школ рисование. Про этот год он позже сказал: «Я оставил доброжелательную по отношению ко мне цивилизованную среду и вернулся в сложную атмосферу, где кипели творческие и нетворческие распри, доходившие порой чуть ли не до гангстерских разборок с применением холодного и огнестрельного оружия, где каждый третий скульптор имел госзаказ на монумент Ленину, чаще всего с протянутой вперёд рукой, где заказные скульптуры и „творческие“ мало чем отличались друг от друга».
В 1964 году Рафаэль Арутюньян получил диплом профессионального скульптора.

## Творчество
В 1966 году Рафаэль Арутюньян с женой Ириной переехал в Таллин. В 1964—1990 годах работал на разных таллинских предприятиях и параллельно занимался индивидуальной творческой деятельностью.
Член Союза художников Эстонской ССР с 1977 года. Член Союза художников Эстонии с 1991 года (Объединение скульпторов). Участник тридцати таллинских, республиканских и всесоюзных выставок, а также автор двенадцати персональных выставок в Эстонии и за рубежом.
Как скульптор, работал с разными материалами: бронза, гипс, гранит, дерево, мрамор, пластик.
Как живописец, рисовал маслом, выполнял графические работы, работал в технике коллажа.
Рафаэль Арутюньян был сторонником искусства не для заработка, а для души и сердца и, несмотря на признание специалистов и публики, почти ничего из своих работ не продавал. Сын художника планирует открыть постоянную экспозицию, где рядом с работами Арутюньяна будет представлено и творчество других мастеров искусства Эстонии.
«Что делает художника-армянина эстонским художником? — размышляла в своей статье «Помпезное замешательство» эстонская переводчица и литературный редактор Трийн Партс. — Окончание эстонской художественной школы? общественное сознание? иной склад ума? — этого не знает никто, однако в отношении художника это, очевидно, и не является самым существенным. Важнее то, чтобы сам художник знал, кому и чему он принадлежит, и, похоже, Арутюньян это знает, говоря: „В мастерской я, как дома, а дома я, как в гостях“».
В августе 2002 года в Театральном доме Студии Старого города проходила посвящённая 65-летию Рафаэля Арутюньяна выставка его работ, созданных в 1997—2002 годах. Было представлено 230 произведений. Об этой выставке говорили: «Она — как космос, так много всего».
Критики и коллеги ценили Рафаэля Арутюньяна как скульптора за его способность использовать в своих произведениях как природные, так и искусственные материалы и умение создавать на их основе достойные восхищения работы.
Умер 25 октября 2021 года. Похоронен на кладбище Лийва.

### Известные работы

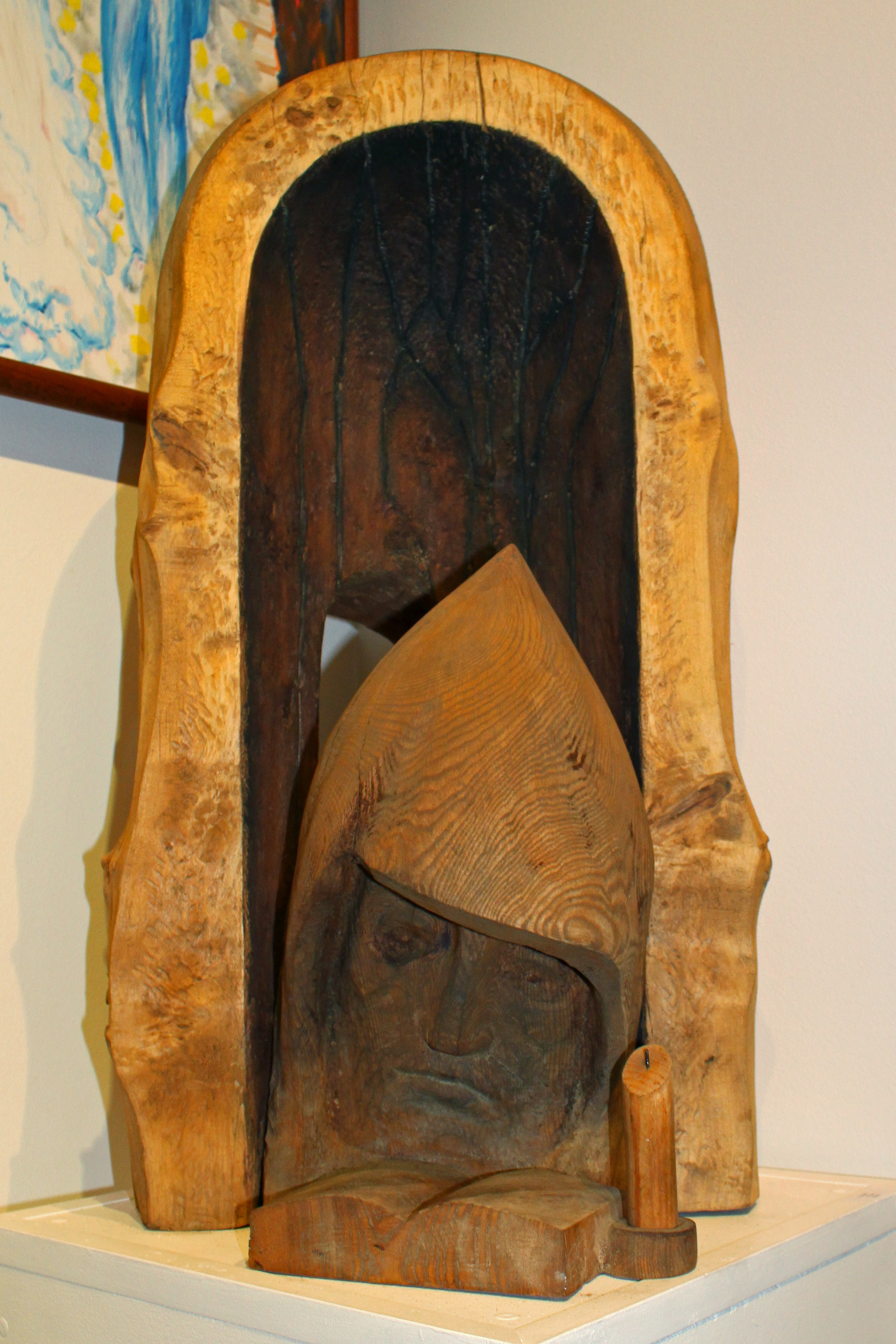
«Монах» (фото с выставки 2010 года)

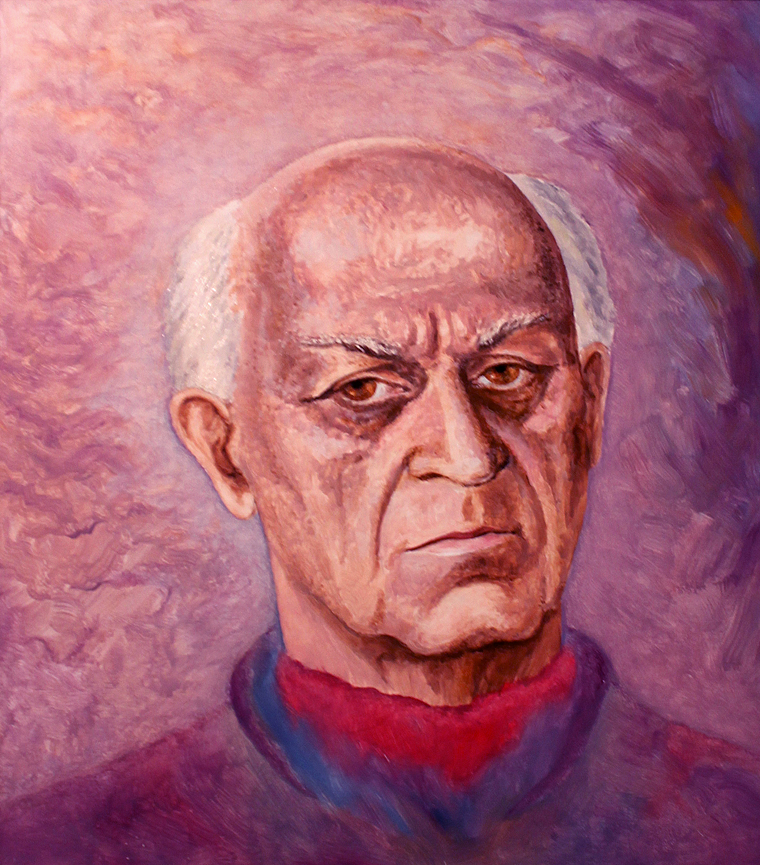
«Автопортрет в фиолетовом» (фото с выставки 2010 года)

#### Скульптуры, монументы
- 1968 — Солнце над гетто (гипс, пластмасса)
- 1970 — Робкая юность (гранит)
- 1970 — Душевный настрой (гипс)
- 1975 — Древо скорби. Памяти В. Хары (пластик)
- 1975 — Виктор Хара. Предсмертная песнь (пластик)
- 1975 — Сидящая (гранит)
- 1975 — Виола (бронза)
- 1976 — Минас Аветисян (дерево)
- 1976 — Это повторилось в Чили (гипс)
- 1980 — Портрет жены (бронза)
- 1981 — Голова женщины (гипс)
- 1982 — Монумент, посвящённый дружбе городов Кохтла-Ярве и Оутокумпу[9]
- 1983 — Данко (бронза)
- 1985 — Грёзы (дерево)
- 1987 — Комитас (гипс)
- 1989 — Безумный, безумный мир. Афганский синдром (дерево)
- 1990 — Дракон. Порождение системы (дерево)
- 1990 — Чашка кофе (дерево)
- 1991 — Реквием. Жертвам землетрясения (дерево, металл)
- 1992 — Опрокидывание во гроб (дерево)
- 1992 — Монах (дерево)
- 1993 — Автопортрет (гипс)
- 1994 — Портрет невестки (мрамор)
- 2011 — Фламинго (красное дерево)
- 2012 — Рука дающего (красное дерево)

#### Живопись, графика
- Триптих «На Голгофе: Иисус. Насмехающийся. Кающийся»
- Портрет жены в шляпке
- Автопортрет в фиолетовом
- Татьяна Штейнле
- Он и она. Студенты
- Под музыку Бетховена
- Портрет жены
- Портрет невестки
- Внучка Диана
- Агрессия
- Старый клоун
- Девушка и хомяк
- Юный маг
- Майя

## Высказывания, стихи
- «Мне тесно в жизни, а не в искусстве».[10]
- «Если бы Рембрандт думал только о том, как продать свои картины, мы бы сегодня не помнили о Рембрандте».[11]

Я хотел подарить вам радость

Стран далеких да горных лугов,

Для себя же сущую малость

Дуновения южных ветров.

Не врывайтесь в мои владенья,

Я не князь, я просто пастух.

Нет дворцов у меня и имений,

Есть лишь сердце да горца дух.
- «Я — стопроцентно эстонский художник, с эстонским менталитетом».[6]

Не стесняйтесь сапог нечищеных,

Не гоните бомжей со двора,

Берегитесь вы слов напыщенных,

Как удара взрывного ядра.
- «Все богатства переходят из рук в руки…, и только сокровища души могут принадлежать тебе и всем одновременно».[12]

## Семья
Первая жена: Ирина Леоновна Арутюньян (дев. Арзуманова) (1943—2003).
Сын: Арег Арутюньян, род. 1968. Предприниматель, меценат.
Вторая жена: Елена Александровна Королёва (род. 1964).